# Spasowo (rejon chwojniński)
Spasowo (ros. Спасово) – wieś (dieriewnia) w Rosji, w obwodzie nowogrodzkim, w rejonie chwojnińskim. W 2010 liczyła 51 mieszkańców.